# Theodor Fischer
Theodor Fischer (Schweinfurt, 1862. május 28. – München, 1938. december 25.) német építész, várostervező.

## Életpályája
Theodor Fischer humán gimnáziumot végzett, majd 1880  és 1885 között Münchenben tanult építészetet.  A müncheni, majd a stuttgarti főiskola tanáraként számos híressé vált tanítvány  mestere volt. Stílusában a hagyományokkal szakító, új felfogásra törekvő irányhoz tartozott.

## Ismertebb tanítványai
- Richard Riemerschmid,
- Dominikus Böhm,
- Paul Bonatz,
- Ella Briggs,
- Hugo Häring,
- Ernst May,
- Erich Mendelsohn,
- J. J. P. Oud,
- Bruno Taut,
- Heinz Wetzel,
- Lois Welzenbacher,
- Martin Elsaesser és
- Paul Schmitthenner.
- Sigurd Lewerenz, Herbert Rimpl, Willibald Braun, Siegmund von Suchodolski építészek Fischer munkatársai voltak.
- Oskar Pixis müncheni építész 1908 és 1936 között Fischer építészeti irodájának vezetője volt München-Laimban.
- Fischernél tanult és dolgozott Hikisch Rezső magyar építész is.

## Díjai, elismerései
- a jénai egyetem díszdoktora (1909)
- a stuttgarti egyetem díszdoktora (1932)
- Goethe-érem (Goethemedaille für Kunst und Wissenschaft)
- Goldene Ehrenmünze der Landeshauptstadt München

## Főbb művei
- Bismarck-torony a Stahrenbergi-tó mellett (1896 – 1899)
- Isar-hidak (München, 1901- 1905)
- Marionett-színház (Münchner Marionettentheater), (München, Blumenstrasse, 1900)
- Városháza (Worms, 1908 – 1910)
- Egyetemi épületek (Jéna, 1905 – 1908)

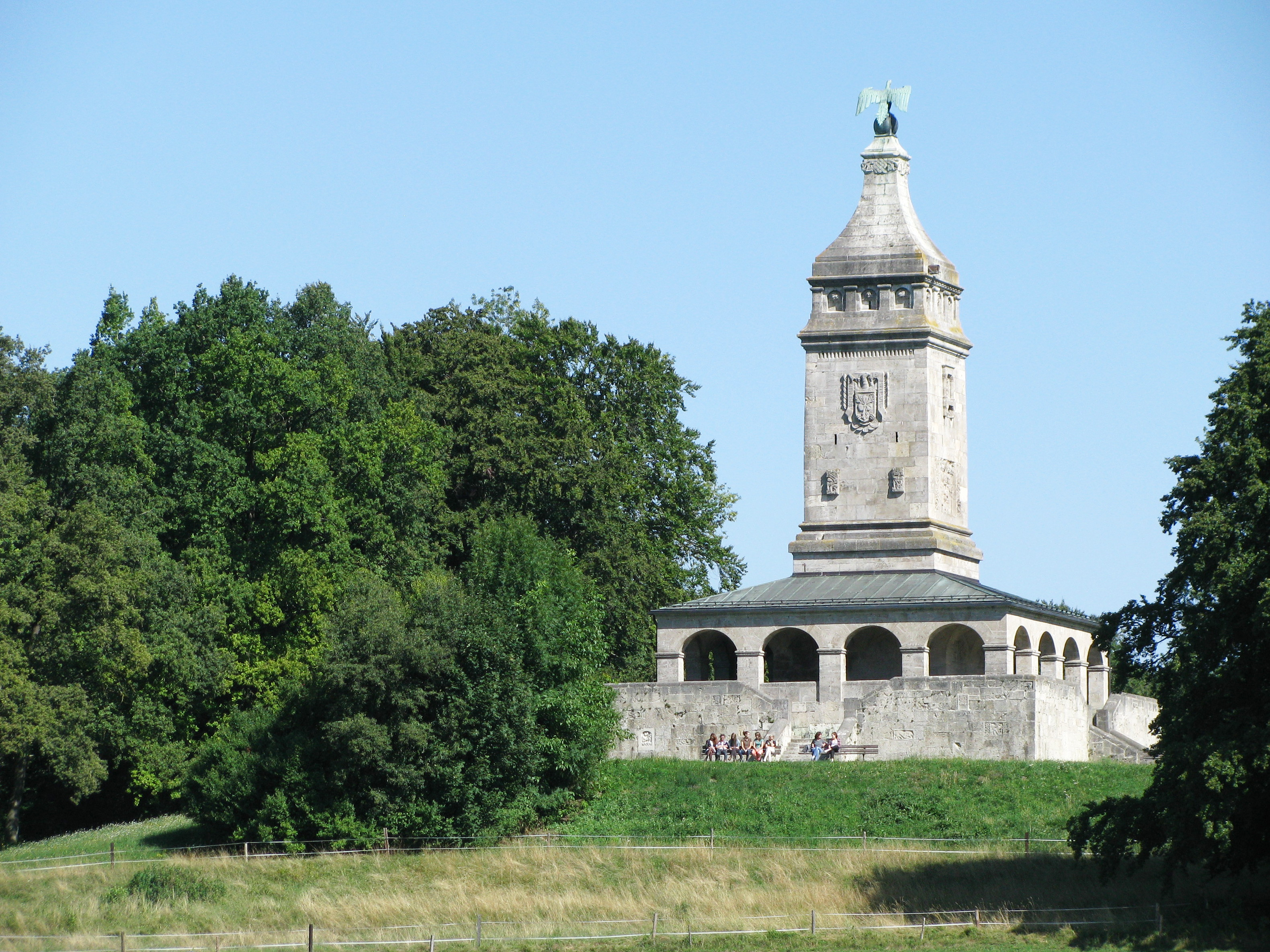
Th. Fischer: Bismarck-torony

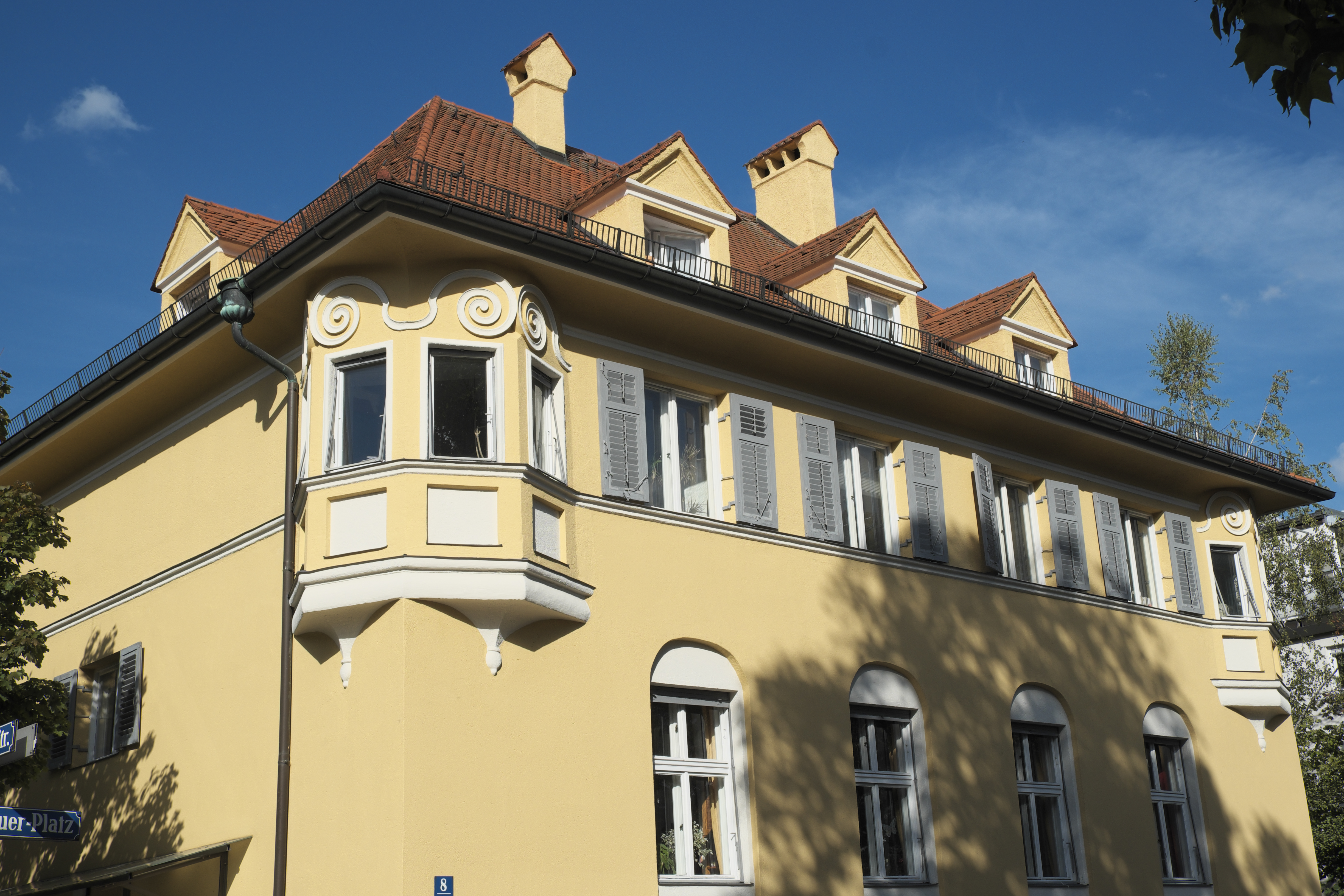
Th. Fischer: Laim Agnes-Bernauer-Pl. 8

- Munkáslakótelepek

## Emlékezete (film)
Theodor Fischer, Bayerischer Architekt und Städteplaner, BR 2005, Eine Filmdokumentation von Bernhard Graf